# 스튜디오 1035
```
TBN 경북교통방송
(포항 FM 103.5㎒, 울진 FM 103.7㎒)에서 평일 아침 9시부터 10시 55분까지 방송되는 음악 & 경북 동해안 지역 문화 교양 프로그램이다. 
```